# 拿騷 (特拉華州)
拿騷（英語：Nassau）是位於美國特拉華州蘇塞克斯縣的一個非建制地區。該地的面積和人口皆未知。

## 地理
拿騷的座標為38°45′07″N 75°11′16″W / 38.75194°N 75.18778°W，而該地的平均海拔高度為8米（即26英尺）。